# Gare d'Heia
La gare d'Heia est une halte ferroviaire norvégienne de la ligne d'Østfold (Østre linje), située sur le territoire de la commune de Rakkestad dans le comté d'Østfold.
Mise en service en 1896, c'est une simple halte voyageurs de la Norges Statsbaner (NSB). Elle est distante de 73,45 km d'Oslo. 

## Situation ferroviaire
Établie à 133 mètres d'altitude, La halte d'Heia est située au point kilométrique (PK) 73,45 de la ligne d'Østfold (Østre linje), entre les gares ouverte d'Eidsberg et de Rakkestad.

## Histoire
Le point d'arrêt d'Heia est mis en service le 1er juillet 1896. Un petit bâtiment en bois est édifié en 1908.
En 1980, le bâtiment est démonté; pour être réinstallé sur une autre gare à Bjørgeseter (no). Il est remplacé par un simple abris de quai.

## Service des voyageurs

### Accueil
C'est une halte sans personnel, disposant d'un simple abri voyageurs sur le quai.

### Desserte
Heia est desservie par des trains locaux en direction de Skøyen et de Rakkestad uniquement aux heures de grande affluence.

### Intermodalités
Un parking, de 10 places, pour les véhicules y est aménagé.

Ancien bâtiment et nouvel abri
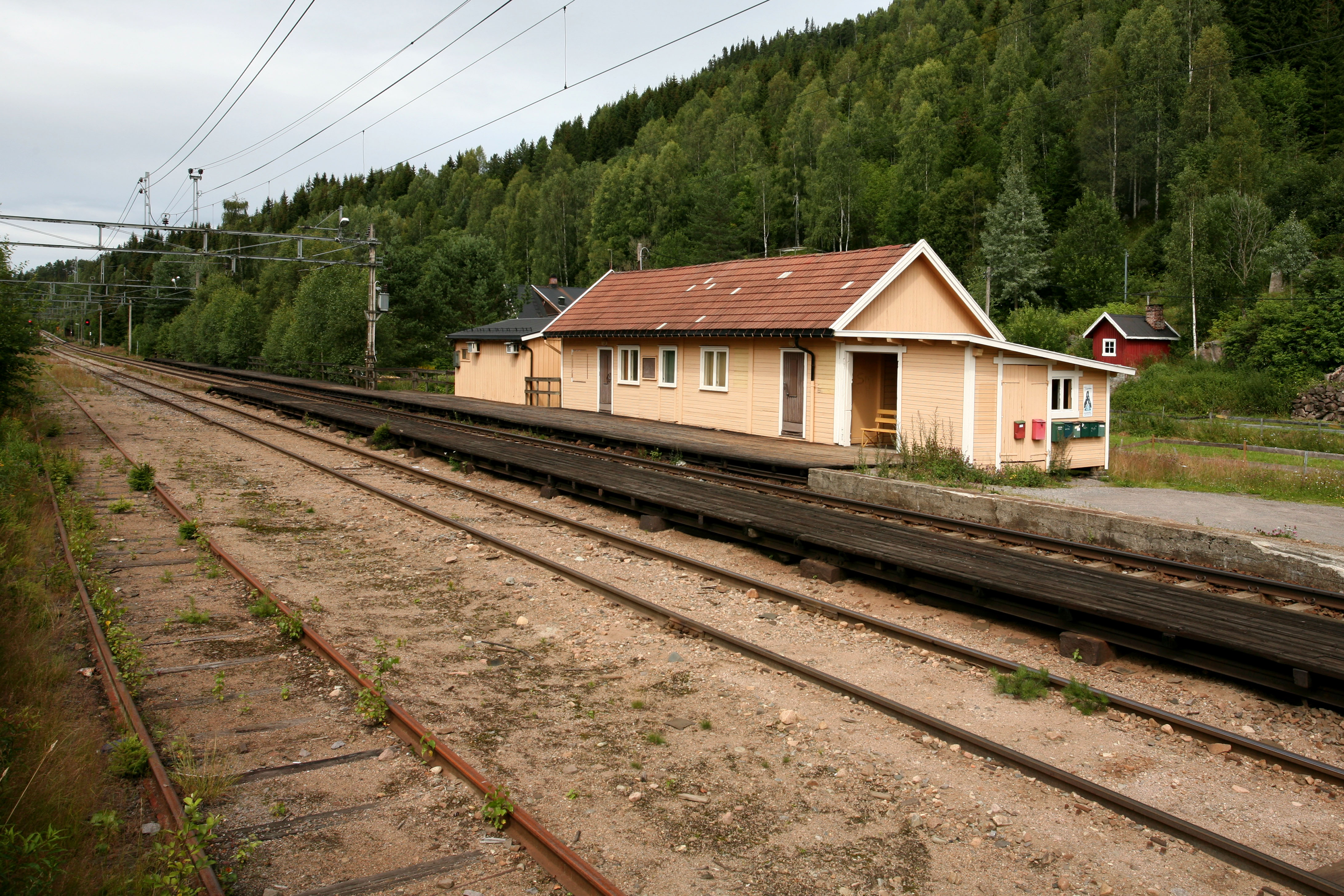
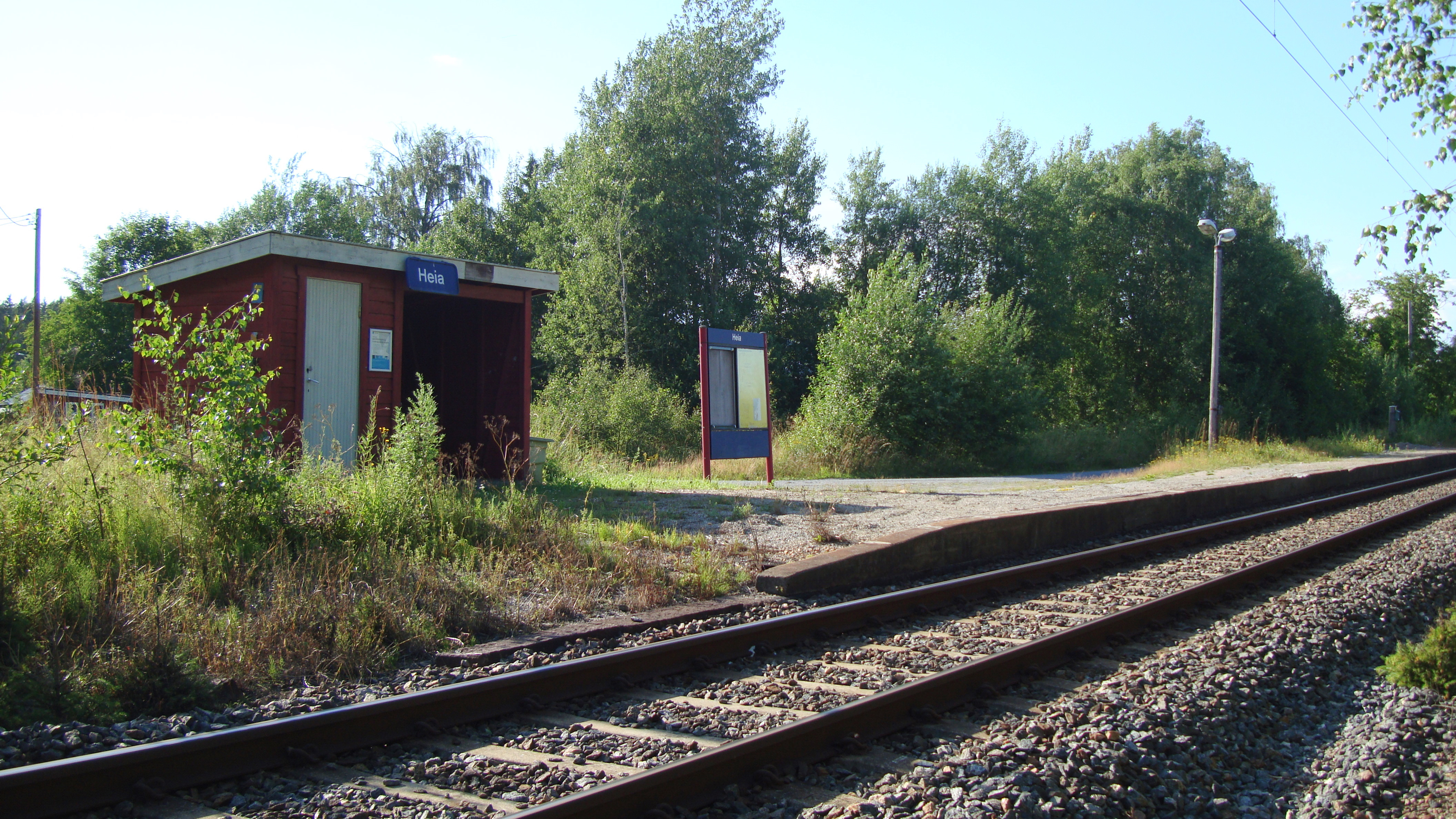
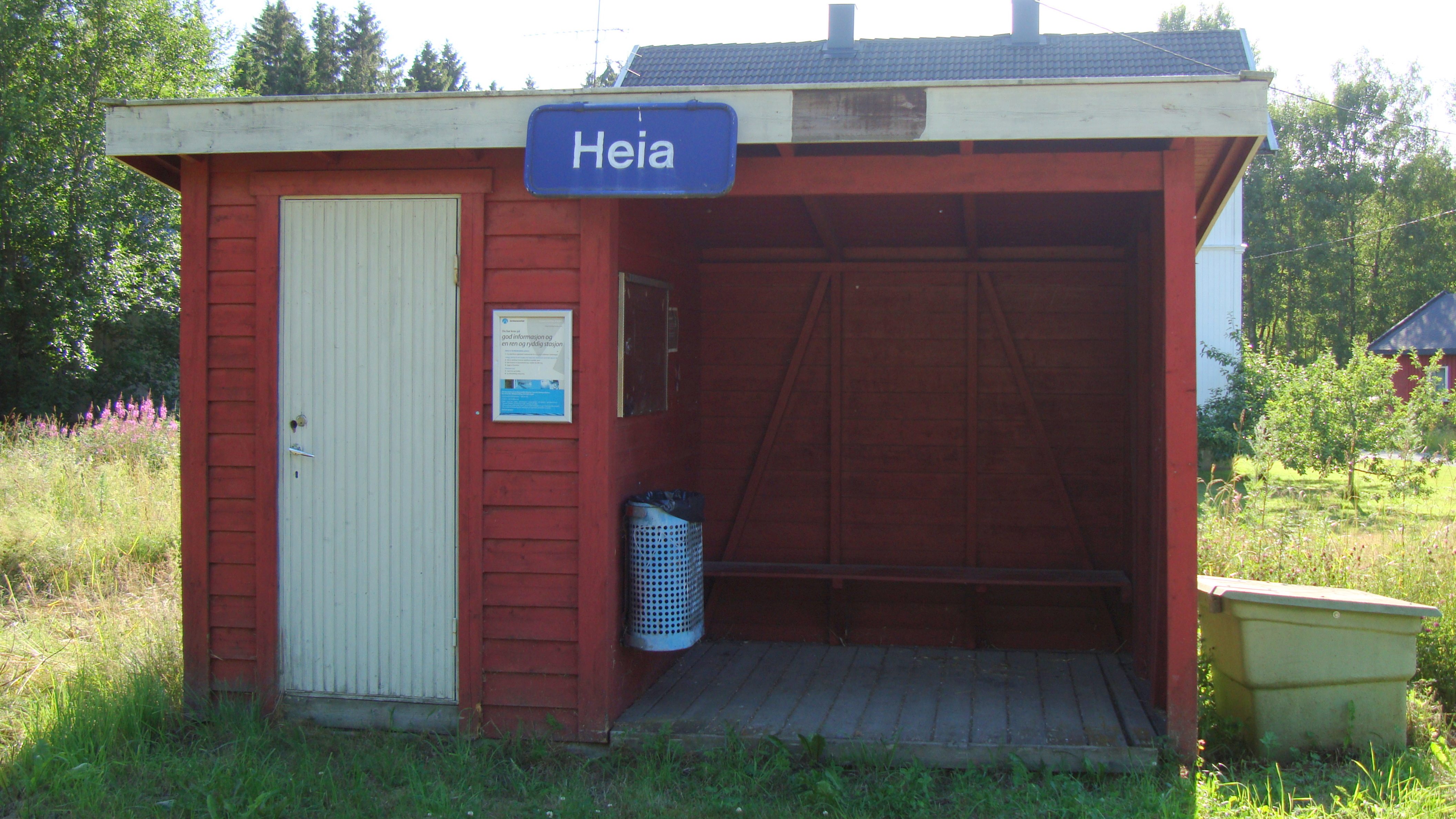